# (52) Europa
(52) Europa – planetoida z pasa głównego planetoid.

## Odkrycie

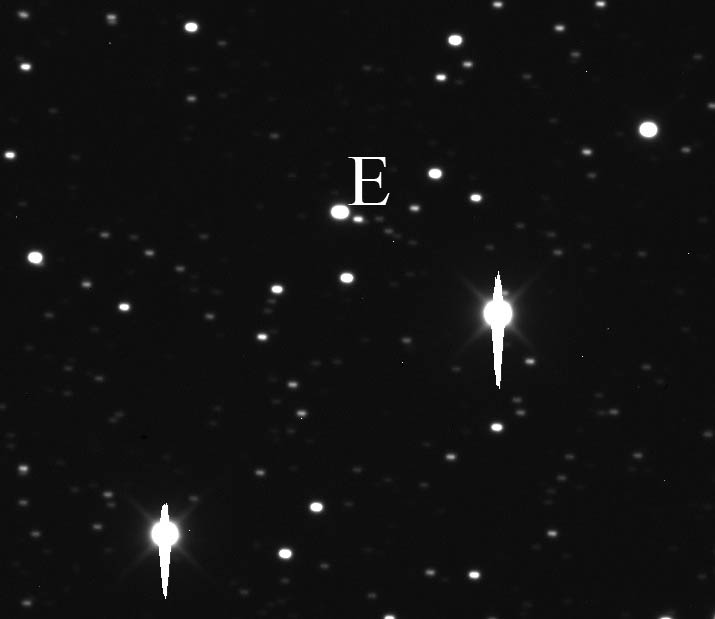
Planetoida Europa na tle gwiazd

Została odkryta 4 lutego 1858 roku w Paryżu przez Hermanna Goldschmidta. Nazwa planetoidy pochodzi od Europy, która była córką króla Agenora w mitologii greckiej.

## Orbita
(52) Europa obiega Słońce w średniej odległości prawie 3,10 au w czasie prawie 5 lat i 163 dni. Jej średnica wynosi ok. 303 km i jest jedną z największych planetoid pasa głównego. Należy do rodziny planetoidy Hygiea.